# 狭叶小珠藓
狭叶小珠藓（学名：Bartramidula roylei）为珠藓科小珠藓属下的一个种。